# John Ene Okon
John Ene Effe Okon (Calabar, 15 de março de 1969 - Calabar, 15 de março de 2016) foi um futebolista e treinador de futebol nigeriano.
Ele fazia parte do esquadrão da Nigéria no Campeonato Mundial de Futebol Sub-20 de 1987 e no Copa Africana de Nações, que terminou em terceiro lugar na edição de 1992. Em clubes, jogou por BCC Lions, Calabar Rovers, Sharks, Julius Berger e Akwa United, onde encerrou a carreira em 2004. Faleceu justamente no dia em que completava 47 anos, de causa não divulgada - ele lutava contra uma longa enfermidade desde 2015.

## Links
- John Ene Okon em National-Football-Teams.com